# Ryan McGowan
Ryan James McGowan (Adelaide, 15 augustus 1989) is een Australisch voetballer die bij voorkeur als verdediger speelt. Hij tekende in 2017 een contract bij de Chinese club Guizhou Hengfeng Zhicheng. McGowan debuteerde in 2012 in het Australisch voetbalelftal. McGowans broer Dylan is ook voetballer.
McGowan bereikte in 2012 met Heart of Midlothian de finale van de Scottish Cup. Daarin won hij met zijn teamgenoten met 5–1 van Hearts' rivaal Hibernian. Bij Shandong Luneng Taishan speelde McGowan met rugnummer 51 als verwijzing hiernaar. McGowan nam in juni 2017 met Australië deel aan de FIFA Confederations Cup in Rusland, waar in de groepsfase eenmaal werd verloren en tweemaal werd gelijkgespeeld.
| Interlands van Ryan McGowan voor Australië | Interlands van Ryan McGowan voor Australië | Interlands van Ryan McGowan voor Australië | Interlands van Ryan McGowan voor Australië | Interlands van Ryan McGowan voor Australië | Interlands van Ryan McGowan voor Australië | Interlands van Ryan McGowan voor Australië |
| №                                          | Datum                                      | Wedstrijd                                  | Uitslag                                    | Soort wedstrijd                            | Doelpunten                                 |                                            |
| Als speler bij Partick Thistle FC          | Als speler bij Partick Thistle FC          | Als speler bij Partick Thistle FC          | Als speler bij Partick Thistle FC          | Als speler bij Partick Thistle FC          | Als speler bij Partick Thistle FC          | Als speler bij Partick Thistle FC          |
| ------------------------------------------ | ------------------------------------------ | ------------------------------------------ | ------------------------------------------ | ------------------------------------------ | ------------------------------------------ | ------------------------------------------ |
| 1.                                         | 15 augustus 2012                           | Schotland – Australië                      | 3 – 1                                      | Vriendschappelijk                          |                                            |                                            |
| 2.                                         | 14 november 2012                           | Zuid-Korea – Australië                     | 1 – 2                                      | Vriendschappelijk                          |                                            |                                            |
| 3.                                         | 6 februari 2013                            | Roemenië – Australië                       | 3 – 2                                      | Vriendschappelijk                          |                                            |                                            |
| Als speler bij Shandong Luneng Taishan     |                                            |                                            |                                            |                                            |                                            |                                            |
| 4.                                         | 20 juli 2013                               | Zuid-Korea – Australië                     | 0 – 0                                      | Vriendschappelijk                          |                                            |                                            |
| 5.                                         | 25 juli 2013                               | Japan – Australië                          | 3 – 2                                      | Vriendschappelijk                          |                                            |                                            |
| 6.                                         | 28 juli 2013                               | Australië – China                          | 3 – 4                                      | Vriendschappelijk                          |                                            |                                            |
| 7.                                         | 7 september 2013                           | Brazilië – Australië                       | 6 – 0                                      | Vriendschappelijk                          |                                            |                                            |
| 8.                                         | 19 november 2013                           | Australië – Costa Rica                     | 1 – 0                                      | Vriendschappelijk                          |                                            |                                            |
| 9.                                         | 26 mei 2014                                | Australië – Zuid-Afrika                    | 2 – 2                                      | Vriendschappelijk                          |                                            |                                            |
| 10.                                        | 13 juni 2014                               | Chili – Australië                          | 3 – 1                                      | WK 2014                                    |                                            |                                            |
| 11.                                        | 18 juni 2014                               | Australië – Nederland                      | 2 – 3                                      | WK 2014                                    |                                            |                                            |
| 12.                                        | 23 juni 2014                               | Australië – Spanje                         | 0 – 3                                      | WK 2014                                    |                                            |                                            |
| 13.                                        | 8 september 2015                           | Tadzjikistan – Australië                   | 0 – 3                                      | Kwalificatie WK 2018                       |                                            |                                            |
| 14.                                        | 12 november 2015                           | Australië – Kirgizië                       | 3 – 0                                      | Kwalificatie WK 2018                       |                                            |                                            |
| 15.                                        | 24 maart 2016                              | Australië – Tadzjikistan                   | 7 – 0                                      | Kwalificatie WK 2018                       |                                            |                                            |
| 16.                                        | 7 juni 2016                                | Australië – Griekenland                    | 1 – 2                                      | Vriendschappelijk                          |                                            |                                            |
| 17.                                        | 6 september 2016                           | Verenigde Arabische Emiraten – Australië   | 0 – 1                                      | Kwalificatie WK 2018                       |                                            |                                            |
| 18.                                        | 11 oktober 2016                            | Australië – Japan                          | 1 – 1                                      | Kwalificatie WK 2018                       |                                            |                                            |
| 19.                                        | 8 juni 2017                                | Australië – Saoedi-Arabië                  | 3 – 2                                      | Kwalificatie WK 2018                       |                                            |                                            |

Bijgewerkt op 28 juni 2017.